# P.A.WORKS
P.A.WORKS(주식회사 피에이웍스, 일본어: 株式会社ピーエーワークス 가부시키가이샤 피에와쿠스[*], 영어: P.A.WORKS Co.,Ltd.)는 애니메이션의 기획·제작을 주된 사업 내용으로 하는 일본의 기업이다. 상호로서는 가타카나로 표기하나 주로 'P.A.WORKS'로 표기한다.

## 연혁

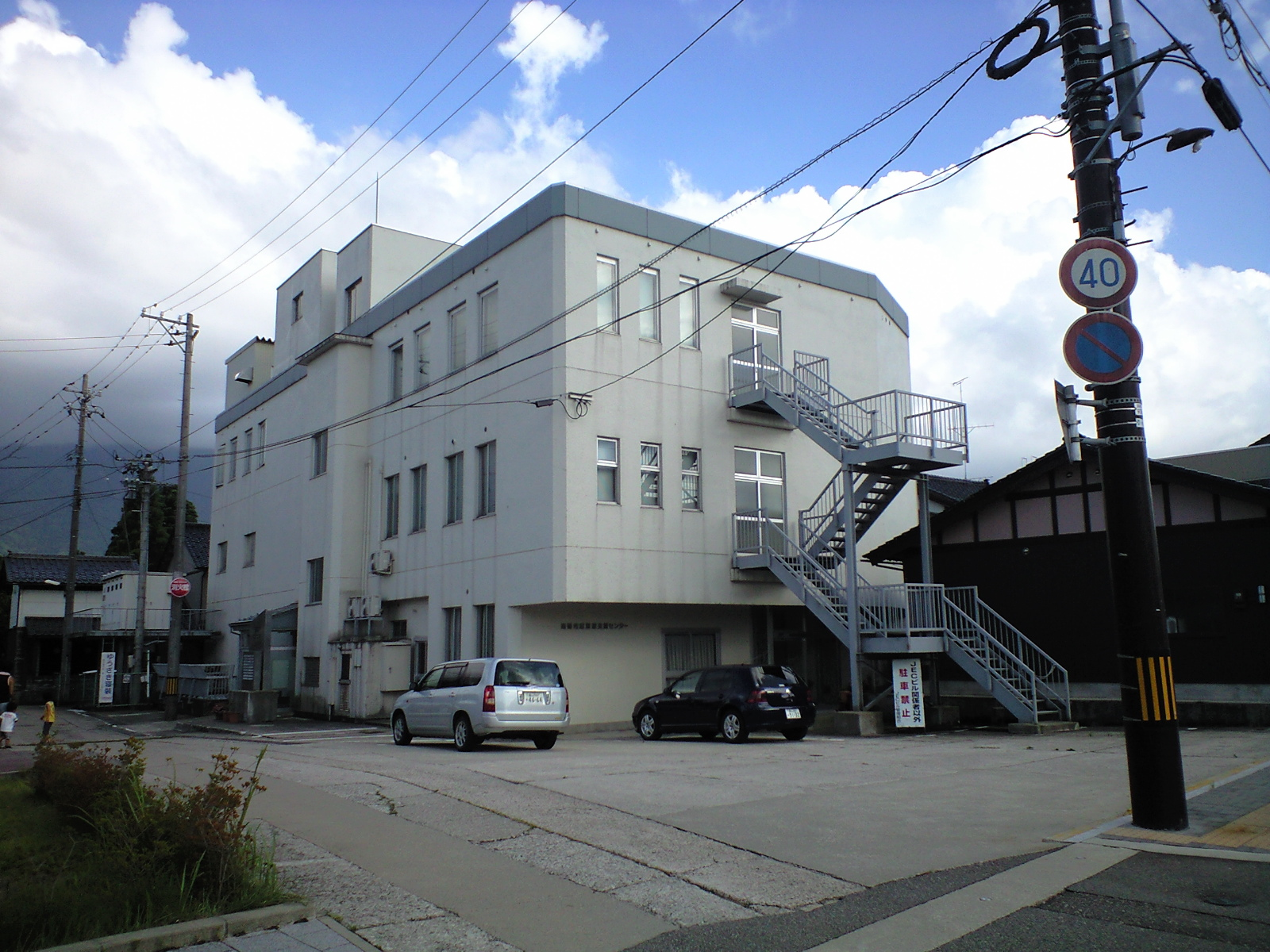
구 본사가 입주해 있던 난토시 기업가 지원센터(JEC 빌)

2000년 11월 10일, 타츠노코 프로덕션 출신으로 프로덕션 I.G에서 프로듀서를 맡은 호리카와 켄지가 비 트레인의 이사를 거쳐 도야마현 히가시토나미군 조하나정(현 난토시의 일부)에 엣츄동화본점주식회사(일본어: 越中動画本舗株式会社)를 설립했다. 2002년 1월 1일에 주식회사 피에이웍스(株式会社ピーエーワークス)로 상호를 변경하였다. P.A.WORKS에서 P.A.는 "Progressive Animation"의 약자이다.
설립의 경위는 호리카와가 가족과의 약속으로 도야마로 돌아올 때 현지에 제작회사를 찾아도 찾지못해 스스로 스튜디오를 시작했다고 한다.
회사 설립 이후 주로 프로덕션 I.G와 본즈 제작 작품의 하청 업무를 맡다가, 2008년 《트루 티어즈》가 최초의 원청 제작 애니메이션이 되었다.
소재지인 도야마 현은 P.A.WORKS에 무상 지원 등을, P.A.WORKS는 "도야마 관광 애니메이션 프로젝트"로 지역을 홍보해 주는 등 두 주체 간의 관계가 깊다.
수도권이 아닌 곳에 본거지를 두면서 애니메이션의 원청 제작을 다루는 기업 중 하나이다. 또, 중소기업청 주최의 '"작은 기업"미래 회의'에 크리에이티브 산업의 핵심 멤버 중 하나로서 참가하고 있다.
2016년, 회사 설립 15주년에 난토시가 제공한 기업 유치 용지로 본사를 이전했다.
2018년 4월, 전자 서적 전문 레이블 'P.A.BOOKS'의 시작을 발표했다. 제1탄 작품으로서, 같은 해 5월에 《true tears》의 노벨라이즈판을 간행했다. 작품은 각 주요 전자책 사이트에서 구입할 수 있다.

## 제작 체제

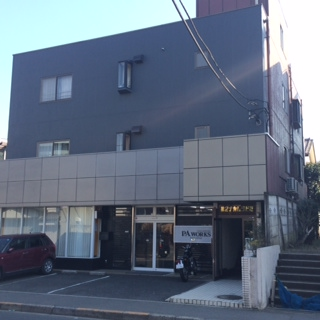
도쿄 P-10 스튜디오

2021년 현재 도야마 본사 스튜디오와 도쿄 P-10 스튜디오 2개 스튜디오에서 활동하고 있다. 도야마 본사에는 작화·3DCG 부문, 도쿄 P-10 스튜디오에는 연출·제작 부문이 놓여 있다.
도야마 본사에서는 크리에이터(작화·3DCG)가 활동하고 있는 것 외에 연출·제작 부문의 일부가 활동하고 있다. 한편, 도쿄 P-10 스튜디오에서는 연출·제작 부문의 코어 멤버가 활동하고 있다.
연출·작화 부문은 연출 작업 외에 작화 감독·원화를 메인으로 하는 스태프가 소속되어 있다. 2021년 시점의 동사의 인재 확보 목표는, 하나의 작품 안에서 연출과 작화의 70%를 사내에서 내제로 제작하는 것. 이는 대표 호리카와 왈 일정관리와 퀄리티 관리가 충분히 안정될 수 있는 비율이라고 한다 .2021년 시점에서는 작품에 따라 다르지만, 비율이 많은 작품의 경우는 1작품 전체 원화의 약 50% 정도가 소속 스태프에 의해 내제되었다.
한편 동화의 공정에 관해서는 2018년 현재 동화 부문을 폐지한 영향으로, 현재는 동화 검사를 담당하는 몇 명 정도의 동화맨만 소속되어 있다. 이는 신인 동화맨 급여의 문제가 있었고 제작부의 스케줄 관리 능력 문제로 사내 동화맨은 해외 그로스 도급 스튜디오에 외주를 준 동화를 리테이크 대응하는 데 시간이 걸려 자신들의 동화 작업을 수행할 시간을 확보하지 못한 상태가 지속되자 2018년 동화 부문 폐지를 결정했다. 또 사내 원화맨과 작화 감독의 스케줄 관리 안정화를 우선시한 것도 영향을 미쳤다. 2021년 현재는 최종 공정까지 퀄리티를 유지하는 현장 체제를 갖추기 위해 미래에 동화 부문을 부활시킬 계획이다.
2020년 이후 원청 작품에서는 동화 공정을 한국의 애니메이션 제작사 디알무비가 주로 담당하고 있으며 동화 공정 외 마무리(색채) 공정의 일부 하청도 담당한다. 또, 각 화 제작 협력으로서 화수 단위의 그로스 하청을 실시하기도 하며, 작화 감독·원화·동화·마무리의 공정을 디알무비에서 한 수에 담당하기도 한다.
마무리(색채), 촬영, 배경미술에 관해서는 사내에 부문은 마련하지 않고 외주 전문 스튜디오에 발주하고 있다.
모든 원청 작품에서 마무리를 스텔라 로드(스튜디오 로드), 촬영을 T2 studio가 맡고 있다.
미술감독으로 《엔젤 비트》 이후 히가시치 카즈키를 기용하는 경우가 많다. 히가시치가 제작 작품에 참가할 때에는, 히가시치가 P.A.WORKS의 도쿄 스튜디오 내에 들어가 감독과 함께 작업을 실시하고 있다. 또, 입사광 등의 빛과 그림자의 연출을 고집하기 위해서 외주하는 촬영 작업에 관해서는, 감독의 의향을 촬영 스태프에게 세세하게 전해 미려한 배경 미술로 유명한 P.A.WORKS 작품을 지탱하고 있다.

## 작품 이력

### TV 시리즈

#### 자체 제작 작품
- 트루 티어즈 (2008년)
- CANAAN (2009년)
- 엔젤 비트 (2010년)
- 마이의 마법과 가정의 날 (2011년)
- 꽃이 피는 첫걸음 (2011년)
- Another (2012년)
- 타리 타리 (2012년)
- RDG 레드 데이터 걸 (2013년)
- 유정천 가족 (2013년)
- 잔잔한 내일로부터 (2013년)
- 글라스립 (2014년)
- 시로바코 (2014년)
- 샤를로트 (2015년)
- 하루치카 ~하루타와 치카는 청춘이다~ (2016년)
- 쿠로무쿠로 (2016년)
- 유정천 가족 2기 (2017년)
- 사쿠라 퀘스트 (2017년)
- 우마무스메 PRETTY DERBY (2018년)
- 천랑 Sirius the Jaeger (2018년)
- 물드는 세계의 내일로부터 (2018년)
- Fairy gone (2019년)
- A3! (2020년)
- 천청난만! (2020년)
- 신이 된 날 (2020년)
- 하얀 모래의 아쿠아토프 (2021년)
- 파티피플 공명 (2022년)
- 아키바 메이드 전쟁 (2022년)
- 버디 대디스 (2023년)
- 스킵과 로퍼 (2023년)
- 한밤중 펀치 (2024년)
- 나나레 하나나레 (2024년)
- 천수의 사쿠나히메 (2024년)
- 흘러가는 나날, 밥은 맛있어 (2025년)
- 미카도노 세 자매는 의외로 쉽다 (2025년)

#### 하청(2016년제작 작품
- 짱구는 못말려 (원청：신에이 동화, 제작 협력, 1992년 - )
- 아따맘마 (원청：신에이 동화, 제작 협력, 2002년 - )
- 공각 기동대 STAND ALONE COMPLEX (원청：Production I.G, 제작 협력, 2002년 - 2003년)
- 스크랩드 프린세스 (원청：BONES, 제작 협력, 2003년)
- 강철의 연금술사 (원청：BONES, 제작 협력, 2003년 - 2004년）
- 공각 기동대 SAC 2nd GIG (원청：Production I.G, 제작 협력, 2004년)
- 오토기조우시 (원청：프로덕션 I.G, 제작 협력, 2005년)
- 츠바사 크로니클 (원청：Bee Train, 제작 협력, 2005년)
- IGPX (원청：Production I.G, 제작 협력, 2005년)
- 스파이더 라이더스~ 오라클의 용사들~ (원청：Bee Train, 제작 협력, 2006년)
- 공각 기동대 STAND ALONE COMPLEX Solid State Society (제작 원청: Production I.G, 부분 제작 협력, 2006년)
- 정령의 수호자 (제작 원청: Production I.G, 제작 협력, 2007년)
- DARKER THAN BLACK -흑의 계약자- (제작 원청: Production I.G, 제작 협력, 2007년)
- RD 잠뇌조사실 (제작 원청: Production I.G, 제작 협력, 2008년)

### 애니메이션 영화

#### 자체 제작 작품
- 레이튼 교수와 영원의 가희 (공동 제작 - OLM, 2010년)
- 극장판 꽃이 피는 첫걸음: 홈 스위트 홈 (2013년)
- 이별의 아침에 약속의 꽃을 장식하자 (2018년)
- 극장판 시로바코 (2020년)
- 코마다 위스키 패밀리 (2023년)
- 극장판 프로젝트 세카이 부서진 세카이와 전해지지 않는 미쿠의 노래 (2025년)

#### 하청 제작 작품
- 영화 크레용 신짱: 전설을 부르는 부리부리 3분 딱 대진격 (원청: 신에이 동화, 제작 협력, 2005년)
- 강철의 연금술사 - 샴발라를 정복한 자 (원청: 본즈, 부분 제작 협력, 2005년)
- 짱구는 못말려 극장판: 태풍을 부르는 노래하는 엉덩이 폭탄! (원청: 신에이 동화, 제작 협력, 2007년)
- 극장판 마법소녀 마도카☆마기카 [전편] 시작의 이야기 (원청: 샤프트, 제작 협력, 2012년)
- 극장판 마법소녀 마도카☆마기카 [후편] 영원의 이야기 (원청: 샤프트, 제작 협력, 2012년)
- 극장판 마법소녀 마도카☆마기카 [신편] 반역의 이야기 (원청: 샤프트, 제작 협력, 2013년)

### 게임
- 레이튼 교수와 이상한 마을 (애니메이션 담당, 2006년 - 2008년[주 2])
- 레이튼 교수와 악마의 상자 (애니메이션 담당, 2007년 - 2011년[주 3])
- 레이튼 교수와 최후의 시간여행 (애니메이션 담당, 2008년 - 2010년[주 4])
- 쓰르라미 DAYBREAK Portable (오프닝 무비 제작, 2008년)
- 레이튼 교수와 마신의 피리 (애니메이션 담당, 2009년 - 2011년[주 5])

### 프로모션 비디오
- 도야마 관광 애니메이션 프로젝트
- 홋코쿠 은행 CM (2011년)

### 내용주
1. ↑  당시 도야마현의 지명은 "엣츄(일본어: 越中)"이다.
2. ↑  2006 - 2007년 일본 발매, 2008년 북미·한국·유럽 발매
3. ↑  2007년 일본 발매, 2009년 북미 발매, 2011년 한국 발매
4. ↑  2008년 일본 발매, 2010년 북미 발매
5. ↑  2009년 일본 발매, 2011년 북미 발매

### 참조주
1. ↑  “「花咲くいろは」の経営術 前編”. ascii. 2014년 8월 7일에 확인함.
2. ↑  P.A.WORKS 公式 [PAWORKS_info] (2019년 5월 9일). “Progressive Animation Worksの略の為です。” (트윗). 2021년 1월 16일에 확인함.
3. ↑  《アニメージュ》 vol.358 2008년 4월호, 徳間書店, 117頁 - 堀川憲司の発言.
4. ↑  “【ぷらちな】真実の涙を描くために…”. p-tina. 2015년 2월 27일에 원본 문서에서 보존된 문서. 2014년 8월 8일에 확인함.
5. ↑  “富山観光アニメプロジェクト｜プロジェクト概要”. 도야마텔레비전송신주식회사. 2014년 8월 8일에 확인함.
6. ↑  “ちいさな企業”未来会議コアメンバー 一覧
7. ↑  “アニメ制作会社P.A.WORKSが15周年企画を始動！ 新会社の設立も”. KAI-YOU. 2015년 9월 16일. 2021년 1월 16일에 확인함.
8. ↑  “ピーエーワークスが電子書籍専門レーベル「P.A.BOOKS」創刊”. KAI-YOU. 2021년 7월 29일에 원본 문서에서 보존된 문서. 2021년 7월 29일에 확인함.
9. ↑  “求人情報  アニメーション制作会社P.A.WORKS公式HP”. 2019년 8월 25일에 확인함.
10. 1 2  “『I.G交差点』ひとりめ： P.A.WORKS 堀川憲司代表取締役　（第２回）”. 2021년 1월 29일. 2021년 5월 7일에 확인함.
11. ↑  “P.A.WORKSの背景はなぜ美しいのか？ アニメ美術監督 東地和生インタビュー”. 2016년 8월 4일. 2019년 8월 25일에 확인함.